# Heléne Björklund
Eva Heléne Björklund (nata Persson) (Sölvesborg, 29 settembre 1972) è una politica e insegnante svedese, Membro del Partito socialdemocratico, dal 2018 componente del Riksdag per la Contea di Blekinge. Fa parte della Commissione di Difesa.

## Biografia
Björklund è nata nel settembre 1972 e cresciuta nel comune di Sölvesborg. È la figlia di Gunnar Persson (nata nel 1947) e Monica Gadd (nata nel 1953).
Björklund vive a Sölvesborg e convive con il politico municipale Markus Alexandersson. Ha quattro figli. Di professione, è un'insegnante con una laurea presso l'Università di Kristianstad. 
Björklund è stata consigliere comunale e presidente del consiglio comunale nel comune di Sölvesborg negli anni 2006-2018, dove le è succeduta Louise Erixon. È presidente dei socialdemocratici a Blekinge e membro del consiglio del partito. 
Björklund è subentrata a Jens Åberg come presidente del consiglio comunale dopo le elezioni del 2006. È diventata così la prima donna presidente del consiglio municipale di Sölvesborg.

### Membro del Parlamento
È membro del Parlamento dalle elezioni del 2018. Nelle elezioni del 2018, è diventata l'ottava socialdemocratica più votata del paese al Riksdag. 
Nel Riksdag, Björklund è membro della commissione per la difesa e della delegazione svedese del Consiglio nordico dal 2022, nonché vice membro della commissione per gli affari sociali. È stata componente, tra l'altro, della commissione giustizia.